# Valentina Rania
Valentina Rania (Riva del Garda, 24 marzo 1985) è una pallavolista italiana.
Gioca nel ruolo di schiacciatrice nella Futura Volley Busto Arsizio.

## Carriera
La carriera di Valentina Rania inizia nel 2001 con la C9, in Serie C; nell'annata 2002-03 viene ingaggiata dall'Olympia Volley di Padova, in Serie B1, a cui resta legata per due stagioni, per poi passare al Volley Club Padova, in Serie A2, esordendo così tra i professionisti, nella stagione 2004-05: con il club veneto vince il campionato ottenendo la promozione in Serie A1; tuttavia nell'annata successiva resta nella serie cadetta vestendo la maglia dell'Unione Sportiva Esperia Cremona.
Nella stagione 2006-07 si trasferisce al Volleyball Santa Croce, in Serie B1, conquistando al termine del campionato la promozione in Serie A2, categoria dove milita nell'annata successiva con lo stesso club; dopo una parentesi, sempre in Serie A2, con il River Volley di Piacenza, nella stagione 2010-11 viene ingaggiata dal Terre Verdiane Volley, in Serie B1: con la squadra di Fontanellato conquista una nuova promozione nella serie cadetta, dove militerà per i due campionati successivi.
Nella stagione 2013-14 si accasa alla neopromossa Pallavolo Scandicci, in Serie A2, mentre in quella 2014-15 debutta in Serie A1 con la Futura Volley Busto Arsizio.